# Ми-10
 Ми-10 (НАТО класификација ) је совјетски/руски транспортни хеликоптер који је конструисан на основу хеликоптера Ми-6, и кориштен као ваздушни транспортер (дизач терета).

## Дизајн и развој
Мил је дизајнирао Ми-10 као летећу дизалицу на основу Ми-6. Нови хеликоптер је јавно представљен у јулу 1961. у Тушину, a 1965. је представљен и у Паризу. И Ми-6 и Ми-10 су делили исте моторе, систем ротора а и већина делова је била компатабилна за оба хеликоптера. Основну посаду су чинила 3 члана а могао је да превезе и 28 путника. Први хеликоптери су имали удубљења у носу како би посада могла да мотри на терет, али је то касније замењено ТВ камером.
1966. је представљена и измењена верзија Ми-10К. Касније је направљена и верзија која је кориштена као платформа за суупротне ознаке Ми-10П. До краја производње, направљено је око 55 ваздухоплова и према неким изворима, само три хеликоптера су извезена у Ирак.

## Верзије
- В-10 - Прототип
- Ми-10К (Harke-B) - Врезија с краћим стајним трапом и са два члана посаде.[1]
- Ми-10Р (Harke-A) - Стандардна производна верзија.
- Ми-10ПП- Платформа за електронско ратовање.

## Техничке карактеристике

### Основне карактеристике
- посада: 3
- капацитет: 28 путника или

15.000 kg терета у кабинском простору или
8.000 kg висећег терета.
- дужина: 32,86 m
- пречник ротора: 35,00 m
- висина: 9,80 m m
- маса ваздухоплова: 27.300 kg kg
- максимална маса узлетања: 43.700 kg

### Летеће карактеристике
- највећа брзина: 200 km/h
- економична брзина: 180 km/h
- долет: 250 km
- највећа висина лета: 3.000 m
- мотор: 2× Соловиев Д-25В турбоосовинска мотора

## Везе
- Хеликоптер
- ЦХ-54 Тархе
- Ми-6